# Compact disc
Een compact disc (compacte schijf), tegenwoordig meestal cd genoemd, in de begintijd ook wel compactplaat, is een optische schijf, die oorspronkelijk voor de opslag van muziek werd gebruikt (als vervanger van de grammofoonplaat van vinyl), maar die sinds een paar jaar na de introductie ook voor opslag van andersoortige gegevens wordt ingezet zoals de cd-rom en cd-video. Het cd-systeem is gezamenlijk ontwikkeld door Philips en Sony/CBS. De eerste cd ter wereld werd gefabriceerd op 17 augustus 1979 door het Philipsonderdeel Polygram te Langenhagen. De introductie van de eerste spelers vond plaats in Japan in oktober 1982; de rest van de wereld volgde in maart 1983. In 1986 werd de cd-rom (waarbij 'rom' staat voor 'read-only memory') geïntroduceerd. De cd-rom, die data bevat, wordt vrijwel uitsluitend in computers gebruikt. In 1987 werd in prototype ontwikkeld voor het schrijven van informatie naar een cd. In 1990 werd de cd-r(ecordable) geïntroduceerd, een door een gebruiker zelf te beschrijven (ook wel het zogenaamde 'branden') schijf. In 1997 werd de cd-rw uitgebracht, om meerdere malen informatie naar een cd te schrijven

## Geschiedenis

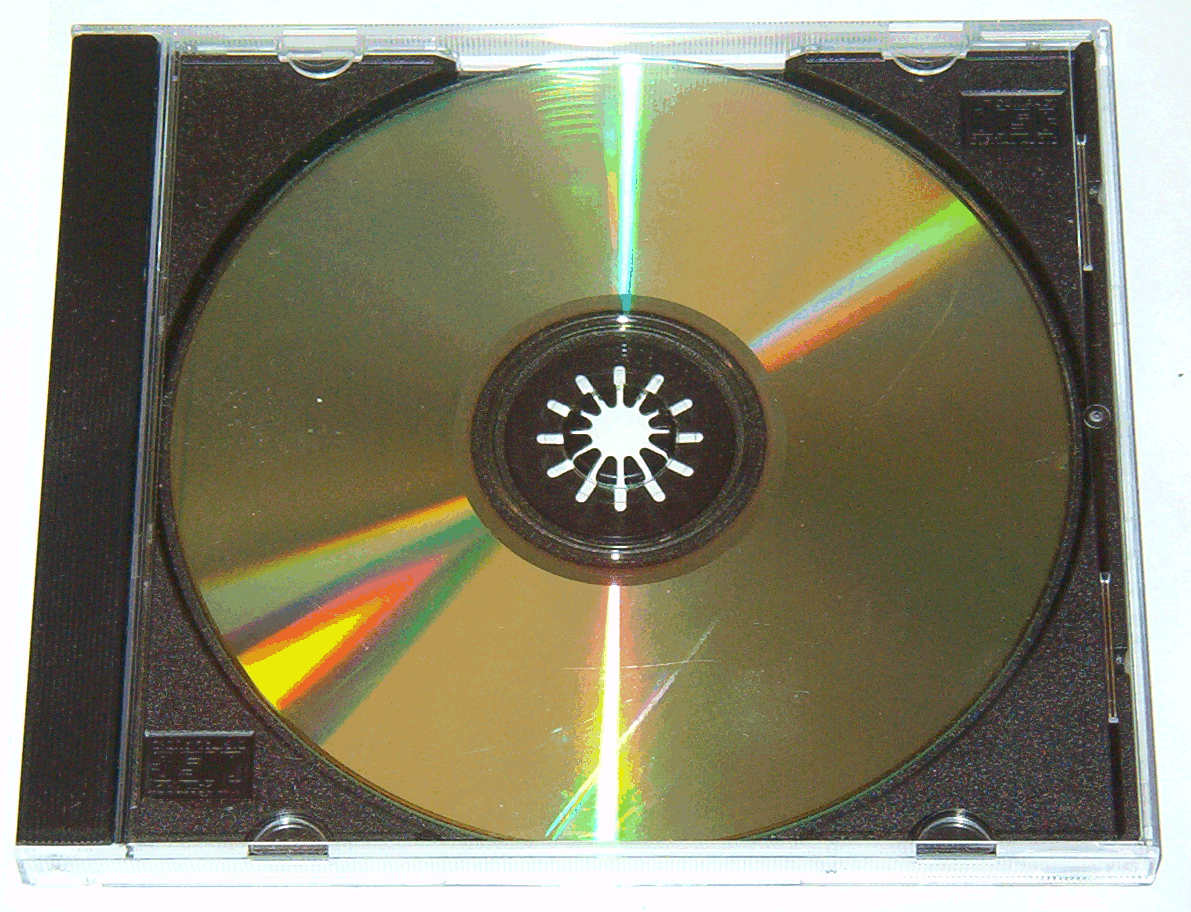
Compact disc in een jewelcase

Arthur Schawlow en Charles Townes, verbonden aan Bell Labs vonden in 1958 de laser uit, dit heeft mogelijk de Amerikaanse uitvinder David Paul Gregg in 1961 geïnspireerd tot het indienen van een octrooi voor een optisch leesbare videoplaat. Paul Gregg deed zijn uitvinding toen hij werkte voor de Amerikaanse firma 3M. Hij begon later zijn eigen firma, Gauss Electrophysics Inc. Omdat een videoplaat de mogelijkheid gaf om goedkoop films aan de man te brengen (het duurde nog tien jaar voordat videorecorders op de markt zouden komen), zag de filmproducent MCA wel wat in deze uitvinding. In 1968 kocht MCA Gauss Electrophysics Inc, uiteraard inclusief de 'optische' octrooiportefeuille. Gregg heeft een groot aantal octrooien op zijn naam staan, echter van groot belang was tot 2007 zijn Amerikaanse octrooi 4.893.297, dat een brede beschrijving geeft van optische opname.
Deze octrooiaanvraag werd ingediend in 1968, het octrooi werd 22 jaar later verleend aan de eigenaar toentertijd (Pioneer Corporation); de termijn verliep in 2007.

### Videoplaten
Parallel aan, en zeker mede geïnspireerd door, deze Amerikaanse ontwikkelingen begon in 1969 een groepje onderzoekers in het Philips Natuurkundig Laboratorium (NatLab) te Waalre te experimenteren met videoplaten. In 1975 werd besloten tot een technische en commerciële samenwerking tussen MCA en Philips. Er kwam een kink in de kabel doordat Philips in 1970 op de markt kwam met een videorecorder, later vervangen door Video 2000, Sony in 1976 de Betamax-videocassetterecorder uitbracht en JVC met het snel zeer populair geworden VHS kwam. Deze ontwikkeling was natuurlijk een tegenvaller want de videorecorder kan programma's opnemen, terwijl de videoplaat alleen maar kan worden afgespeeld. Dit alles leidde tot onzekerheid en grote vertraging, maar in 1978 werd eindelijk de lang verwachte Video Long Play (VLP) (ook wel bekend onder de namen LaserVision Disc of DiscoVision) op de Amerikaanse markt geïntroduceerd. MCA leverde de platen en Magnavox, een volledig Amerikaanse Philipsdochter, leverde de spelers, die in Eindhoven werden geproduceerd.
De verstandhouding tussen beide partijen, MCA en Philips, was inmiddels verslechterd. Dit kwam door enerzijds technische aspecten (zoals platen die fysiek niet in de spelers pasten), als door commerciële verwachtingen. Veel consumenten waren namelijk in de veronderstelling dat men ook kon opnemen op de laserdiscs.
In Japan heeft de LaserVision Disc, uitgebracht door Pioneer, later wel voet aan de grond gekregen.

### Digitale audioplaat
Waarschijnlijk zou na dit VLP-drama het optisch opnemen voorgoed zijn vergeten, ware het niet dat ingenieurs van Philips Audio, Boonstra en Van Alem, een audioplaat, de ALP (Audio Long Play) hadden ontwikkeld, die op dezelfde wijze als de VLP werkte.
Begin 1974 startten de industriegroep 'Audio' en het NatLab samen het ontwikkelen van een optische audioschijf met een diameter van 20 cm, de ALP. De doelstelling was om de geluidskwaliteit van deze schijf die van de kwetsbare vinyl langspeelplaat te laten overtreffen. Om dit doel te bereiken vormde Lou Ottens, de technisch directeur bij Audio, een projectgroep bestaande uit zeven leden. De leider van deze projectgroep werd Ir. Loek Boonstra, bij Audio. Ir. Lorend Vries en zijn assistent Theo Diepeveen, beiden van het NatLab, behoorden tot deze project-groep. In maart 1974 adviseerden Vries en zijn groepsleider tijdens een ALP-VLP bijeenkomst een digitale audioregistratie, omdat dan een fouten-corrigerende code kon worden toegevoegd.
Tegen het einde van 1977 erkende de Audio industriegroep dat dit de enige resterende methode was om een 'compact disc' met superieure geluidskwaliteit te realiseren. Dit had tot gevolg dat Vries en Diepeveen een fouten-corrigerende coder-decoder bouwden die in mei 1978 aan Audio overhandigd werd. De foutcorrigerende decoder werd in het prototype van een cd-speler ingebouwd. Deze speler werd samen met een cd-schijf met een diameter van 11,5 cm en een gat ter grootte van een Nederlands dubbeltje (15 mm), op 8 maart 1979 door Joop Sinjou, de leider van het Audio-CD-laboratorium, aan de internationale pers getoond en gedemonstreerd. Dit prototype werd genoemd naar de kinderboekenreeks Pinkeltje. Om deze doorbraak te herdenken, ontving Philips op 6 maart 2009, tijdens een druk bezochte ceremonie in de aula van de TU/e, een 'IEEE Milestone award'.
Men experimenteerde eerst met breedbandfrequentiemodulatie en later, in 1976, met digitaal geluid. Ook andere firma's, zoals Sony, werkten aan prototypes van een optische digitale audioplaat. In augustus 1979 werd door Philips en Sony op hoog niveau besloten te gaan samenwerken bij de ontwikkeling van de audioplaat. De bedrijven complementeerden elkaar goed: Philips had nog veel ongebruikte videoplaatoctrooien en Sony had de nodige specialisten in digitale technieken. 

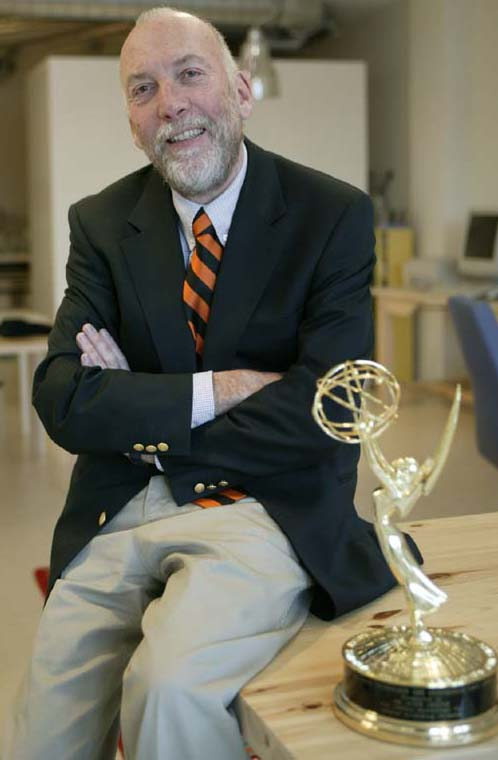
Kees Schouhamer Immink ontving een Emmy Award voor zijn creatieve bijdragen aan de compact disc, dvd en blu-ray.

Er werd een kleine groep van topspecialisten van Sony en Philips geformeerd, onder wie prominente leden dr. Toshi Doi en Kees Schouhamer Immink. Ze kregen de opdracht om de nieuwe audioplaat tot in het kleinste detail uit te werken en moesten goede oplossingen zoeken voor alle moeilijke technische problemen zoals speelduur, plaatdiameter en andere mechanische specificaties. De Japanners namen geen genoegen met een afspeelduur van 68 minuten en eisten 74 minuten, waardoor de diameter van het schijfje uiteindelijk 12 cm werd. Ook de geluidskwaliteit – samplerate en resolutie – moesten worden gekozen.
Na een jaar hard werken en delibereren publiceerden Philips en Sony in juni 1980 het Rode Boekje, de Compact Disc-standaard, dat alle details beschreef om een compact disc, -plaat en -speler, te fabriceren.

### Eerste cd's
De eerste cd's ter wereld werden gefabriceerd op 17 augustus 1982 door het Philipsonderdeel Polygram te Langenhagen. Zij waren nog niet meteen bedoeld voor commerciële doeleinden, maar meer als promotiemiddelen om de industrie en de platenhandel geïnteresseerd te krijgen voor het nieuwe formaat. De eerste cd was The Visitors van ABBA, (catalogusnummer Polydor 800 011-2), meteen gevolgd door Greatest Hits Vol. 2  van Abba (Polydor 800 012-2), Turn of the Tide van Barclay James Harvest (Polydor 800 013-2) en Time Pieces van Eric Clapton (Polydor 800 014-2). Op het Philips-label verscheen als een van de eerste cd's Music by Candlelight van Harry van Hoof en Georghe Zamfir (Philips 810 010-2). 
De allereerste Nederlandse cd was echter The Best of BZN van BZN (Mercury 800 066-2), die in augustus 1982 werd geperst in dezelfde serie als de bovengenoemde cd's van ABBA en Eric Clapton. De cd was bedoeld als promotie-middel voor het nieuwe formaat dat in Nederland in diezelfde periode officieel werd geïntroduceerd tijdens de Firato. De cd van BZN werd tegelijkertijd uitgebracht op lp, mc, cd, videocassette en LaserVision-beeldplaat, om aan te geven hoe breed het aanbod van audio- en videoformaten was geworden. De cd-versie van het album was getiteld The Best of BZN, de overige formaten hadden De Hits in Beeld als titel. Net als de hierboven genoemde titels was ook deze cd echter (nog) niet commercieel verkrijgbaar in de platenwinkel.
Die eer ging naar het album 52nd Street van Billy Joel, uitgebracht door Sony. De plaat verscheen in 1982 op de Japanse markt, vrijwel meteen gevolgd door een serie cd's van de labels van Phonogram en Sony.
De eerste Nederlandse cd die tegelijkertijd verscheen met een lp en mc, én die meteen in een platenwinkel verkrijgbaar was, was het album 4us van Doe Maar in maart 1983. Dit viel samen met de min of meer officiële introductiedatum van de cd in Nederland, 1 maart 1983.

### Eerste cd-spelers
Eind 1982, vier jaar na de introductie van de VLP in Atlanta (Verenigde Staten), brachten Sony (Sony CDP-101), Hitachi (Hitachi DA-1000) en Philips (Philips CD-100) de eerste cd-spelers uit in Japan. Deze gebeurtenis wordt de Big Bang van de digitale audiorevolutie genoemd. Kort daarna volgde de beschikbaarheid van deze producten in Europa (eind 1982) en Amerika (maart 1983). De productie van de eerste Philips-cd-spelers vond plaats in de Philipsvestiging in Hasselt.
De cd is uitgegroeid tot een veelzijdige dataplaat. De eerste volledig digitale cd (DDD) verscheen in 1985. Het was het album Brothers in Arms van Dire Straits. In 1985 werd de cd-rom uitgebracht, die het mogelijk maakte om massale hoeveelheden computerdata te verspreiden. In 1987 introduceerde Philips de cd-video, een cd met geluid en beeld. Een beschrijfbare digitale plaat, cd-r, werd in 1990 geïntroduceerd. De cd-r werd de de-factostandaard voor de uitwisseling van data en muziek. De cd-familie is zeer succesvol: in 2004 werden er wereldwijd circa 30 miljard cd-, cd-rom- en cd-r-platen verkocht.
In 2007, dus 25 jaar na de introductie, waren er wereldwijd in totaal reeds 200 miljard cd's verkocht.
Uiteraard is de cd tevens de voorloper gebleken van meer geavanceerde producten, zoals de dvd.

## Kenmerken

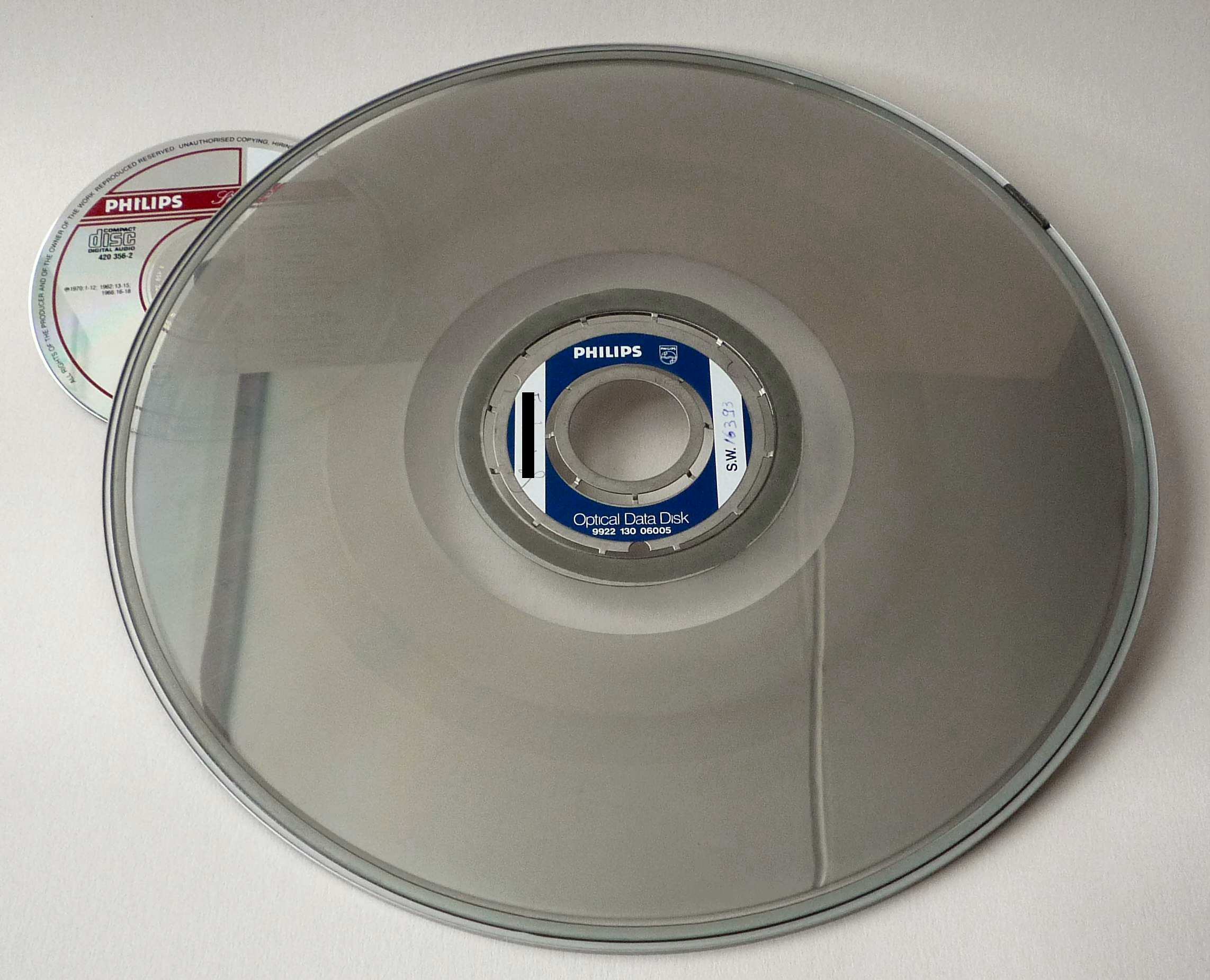
Vroegere Philips Optical Data Disk (in vergelijk met een standaard cd).

Cd's hebben gewoonlijk een diameter van 120 millimeter en een dikte van ongeveer 1,2 mm. Er zijn ook varianten toegestaan met een diameter van 60 tot 80 mm. De opening in het midden van de cd heeft een diameter van 15 mm. De schijven worden gemaakt van de kunststof polycarbonaat waarin de digitale informatie in de vorm van een putjesspoor wordt geperst met behulp van een zogenaamde glassmaster. Aan de putjeskant wordt de plaat spiegelend gemaakt door een dun laagje aluminium aan te brengen. Deze gemetalliseerde zijde van de schijf wordt beschermd door een dunne, maar harde, laklaag waarop een label kan worden gedrukt. In tegenstelling tot wat vaak wordt gedacht, is de laklaag-kant de meest kwetsbare zijde. De spiraalvormige geperste groef met putjes is maximaal 5,4 kilometer lang.
Wanneer een cd als muziekschijf wordt gebruikt volgens de door Philips en Sony vastgelegde standaard (het zogenaamde Red Book) past er maximaal 74 minuten aan stereogeluid op. De bemonsteringsfrequentie bedraagt 44,1 kHz en de resolutie is 16 bit.
Er bestaan verschillende mythen rondom de specificaties. Zo zou de oorspronkelijke cd een diameter hebben van 11,5 cm en een speelduur van 68 minuten stereo bevatten. Die 11,5 cm is gelijk aan de grootte van de compact cassette, ook een ontwikkeling van Philips. Volgens sommigen stond Sony's president Ohga erop dat de speelduur 74 minuten moest worden, opdat ook de negende symfonie van Beethoven, gedirigeerd door Wilhelm Furtwängler in 1951, op een enkele cd zou passen. Philips Polygram had in Hannover een proeffabriek voor cd-mastering en replicatie gebouwd, die grotere aantallen cd's zou kunnen fabriceren. De fabricageapparatuur zou ingericht zijn op schijven van 11,5 cm. De 6 minuten extra speelduur die Sony zou hebben bedongen, zou een 0,5 cm grotere schijf nodig maken. Philips zou zo gedwongen zijn apparatuur volledig om te bouwen en daarmee zou Philips zijn voorsprong in de cd-markt verloren hebben.

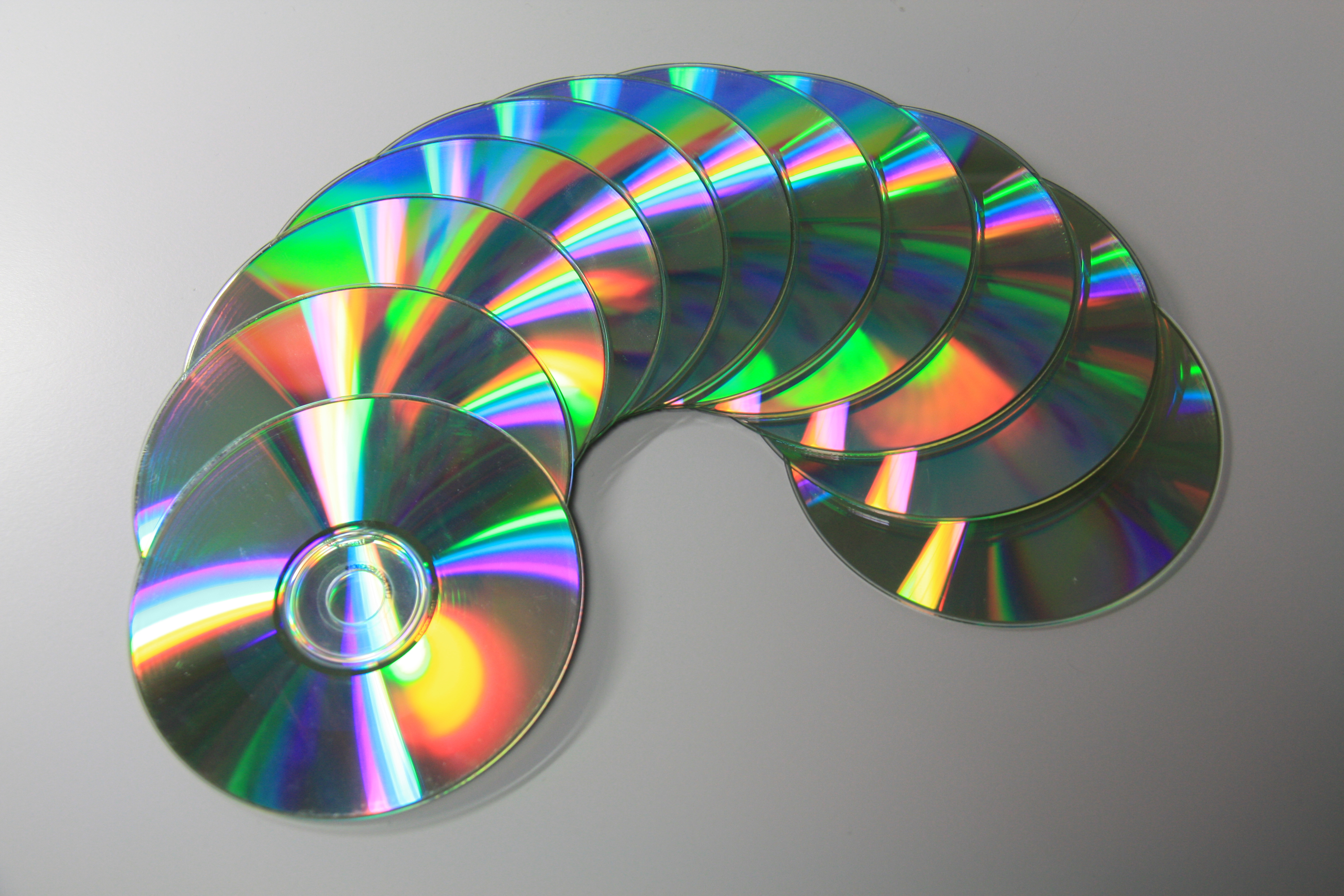

De centrale opening van een cd omsluit precies de grootte van een dubbeltje (10 guldencent). Joop Sinjou, hoofd ontwikkeling audioproducten van Philips, noemde het bepalen van de diameter van de cd de snelste beslissing in de ontwikkelingsfase: "Ik legde een dubbeltje op tafel en dat werd de maat." Een alternatieve uitleg is dat deze diameter om meer praktische redenen – zoals de gemiddelde vingerdikte – gekozen is. Ook wordt wel beweerd dat de diameter van de cd gelijk is aan de diameter van een Heineken-bierviltje, wat de Nederlandse invloed op de ontwikkeling van de cd nog meer zou aantonen. Waarschijnlijker is, zoals hiervoor al is gezegd, dat men een bepaalde minimale speelduur eiste.
Gebruikt als opslag voor computers, past op een cd-rom 650 MB (650 MiB) aan gegevens. Grotere opslagformaten zijn er ook. 700 MB waar 80 minuten muziek op past is tegenwoordig de standaard; er zijn tegenwoordig ook cd's en cd-roms verkrijgbaar die een capaciteit van 800 MB hebben en 90 minuten aan muziek kunnen bevatten.
Zelfs platen met 99 minuten (870 MB) zijn in omloop, hoewel veel minder populair, vanwege de grote afspeelproblemen op veel apparatuur.
Op een hybride cd wordt gebruikgemaakt van meer dan één bestandssysteem. Hierdoor kan dezelfde disk in bijvoorbeeld een computer als data-cd benaderd worden, terwijl geluidsapparatuur een audio-cd herkent.

## Werking

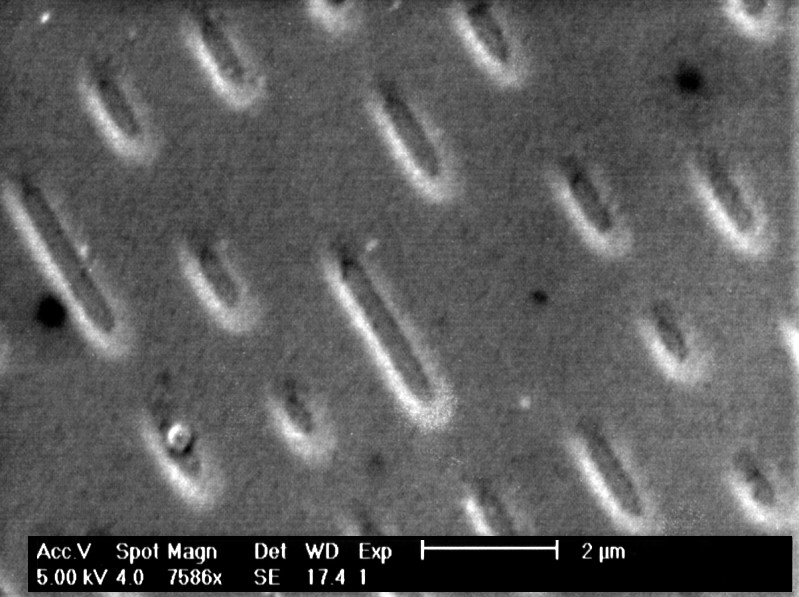
Cd-oppervlak vergroot

De cd wordt van binnenuit naar buiten afgelezen (door de polycarbonaatdrager heen) in een spiraalspoor van putjes. Eigenlijk dus verhoginkjes of dammetjes, het negatief van de putjes van de geperste zijde. Dat spoor komt met een constante snelheid van 1,2 m/s voorbij: aan het begin draait de schijf daarvoor sneller rond dan aan het eind. Het lezen van de putjes/dammetjes gebeurt met een diode-laser met een golflengte van 780 nm. De dammetjes zijn ongeveer 125 nm hoog en 500 nm breed en variëren in lengte van 833 tot 3054 nm. De reflectie van het laserlicht wordt continu gemeten. Door uitdoving (interferentie) worden de dammetjes als licht, en de putjes als donker gezien. Hieruit wordt het originele signaal teruggerekend.

## Informatie op de cd
Aan het begin (de binnenste ring van de leesbare kant) van een audio-cd staat een inhoudsopgave met de duur en de starttijd van de tracks. Daardoor kan de cd-speler direct het begin van een track opzoeken. Er zijn maximaal 99 tracks. Een track kan verdeeld zijn in maximaal 99 indices, maar daar wordt zelden gebruik van gemaakt.
In de inhoudsopgave van de cd wordt in sommige versies van Windows getoond als een verzameling .cda-bestanden. Deze bestanden zijn cruciaal voor een cd-speler-applicatie om te weten waar op de schijf de audio is. Men kan deze .cda-bestanden vinden wanneer de gebruiker een cd in de computer steekt en dan naar Windows Verkenner (niet Windows Media Player) te gaan, en dan naar "Deze Computer" en "CD" (meestal D:\) te gaan.
De audio is opgedeeld in minuten, seconden en sectoren. Er zijn 75 sectoren per seconde. In iedere sector staat dus een fragmentje aan audio, maar ook:
- tijdsduur (in minuten, seconden en sectoren) vanaf het begin van de plaat;
- tijdsduur (in minuten, seconden en sectoren) vanaf het begin van het track;
- tracknummer (1-99);
- indexnummer (0-99).

Een track bestaat meestal uit twee indices, 0 en 1. Index 0 duurt enkele seconden en bevat meestal stilte - het is de pauze tussen twee tracks. De tijdsduur van een track begint bij het begin van index 1, en dat betekent dat de tijdsduur in index 0 achteruit loopt.
In de volgende tabel staan de gegevens van zeven sectoren uit een cd. Behalve deze gegevens bevat een sector ook 1/75 seconde aan audio.
| Sectornummer (tijdsduur)          | Sectornummer (tijdsduur) | Sectornummer (tijdsduur) | Sectornummer (tijdsduur) | Sectornummer (tijdsduur) | Sectornummer (tijdsduur) |               |               | commentaar                                                                                         |
| vanaf begin van cd                | vanaf begin van cd       | vanaf begin van cd       | vanaf begin van track    | vanaf begin van track    | vanaf begin van track    | track- nummer | index- nummer | commentaar                                                                                         |
| min                               | sec                      | sect                     | min                      | sec                      | sect                     | track- nummer | index- nummer | commentaar                                                                                         |
| --------------------------------- | ------------------------ | ------------------------ | ------------------------ | ------------------------ | ------------------------ | ------------- | ------------- | -------------------------------------------------------------------------------------------------- |
| 12                                | 13                       | 55                       | 6                        | 8                        | 43                       | 2             | 1             | laatste sectoren van track 2 index is meestal 1 (maar kan hoger zijn)                              |
| 12                                | 13                       | 56                       | 6                        | 8                        | 44                       | 2             | 1             | laatste sectoren van track 2 index is meestal 1 (maar kan hoger zijn)                              |
| 12                                | 13                       | 57                       | 0                        | 2                        | 74                       | 3             | 0             | 3 seconden pauze tussen track 2 en 3 index is 0, tijd loopt achteruit                              |
| 12                                | 13                       | 58                       | 0                        | 2                        | 73                       | 3             | 0             | 3 seconden pauze tussen track 2 en 3 index is 0, tijd loopt achteruit                              |
| Hiertussen staan nog 222 sectoren |                          |                          |                          |                          |                          |               |               | 3 seconden pauze tussen track 2 en 3 index is 0, tijd loopt achteruit                              |
| 12                                | 16                       | 55                       | 0                        | 0                        | 0                        | 3             | 0             | 3 seconden pauze tussen track 2 en 3 index is 0, tijd loopt achteruit                              |
| 12                                | 16                       | 56                       | 0                        | 0                        | 0                        | 3             | 1             | begin van track 3 index is 1 (kan verderop in de track hoger zijn) de inhoudsopgave wijst hierheen |
| 12                                | 16                       | 57                       | 0                        | 0                        | 1                        | 3             | 1             | begin van track 3 index is 1 (kan verderop in de track hoger zijn) de inhoudsopgave wijst hierheen |

Een cd-speler kan tijdens het afspelen op ieder moment zien wat de speelduur is vanaf het begin van de cd en het begin van de track. Om de tijdsduur tot het einde van de track of de cd te kunnen tonen, moet de cd-speler de inhoudsopgave gelezen hebben.
Met behulp van de inhoudsopgave kan de cd-speler direct het begin van een track vinden. Het is echter niet mogelijk direct het begin van een index te vinden, want die gegevens staan niet in de inhoudsopgave. Om het begin van een index te vinden moet de cd-speler de track afzoeken. Er zijn echter niet veel cd-spelers die met indices werken (behalve index 0 - de pauze tussen twee muziekstukken) en niet veel cd's waarop de muziek in indices is verdeeld.
Verder staat er niet veel op een cd. Soms, maar niet altijd, is in de eerste sectoren het bestelnummer van de cd te vinden.

### Database
Legt men een cd in een computer, dan worden vaak de titels van de tracks op het scherm getoond. Deze gegevens staan echter niet als digitale data op de cd. De gebruikte audiospeler zoekt de gegevens via het internet op. Hiervoor wordt er gebruikgemaakt van databases zoals CDDB of freedb. Om de cd te kunnen identificeren wordt er een disc-id gegenereerd, die wordt berekend met behulp van de duur en de volgorde van de tracks en de duur van de hele cd. Heeft de cd bijvoorbeeld drie tracks, met lengte 13:34, 13:24, 19:30, dan is dat bijna altijd voldoende om te weten welke cd het is. Niet alle cd's zijn op deze manier echter uniek te identificeren, vooral cd's met slechts een enkele track zijn problematisch. MusicBrainz maakt echter gebruik van unieke acoustic fingerprints (akoestische vingerafdrukken), waardoor het wél mogelijk is om elke cd te kunnen identificeren.

## Hoezen

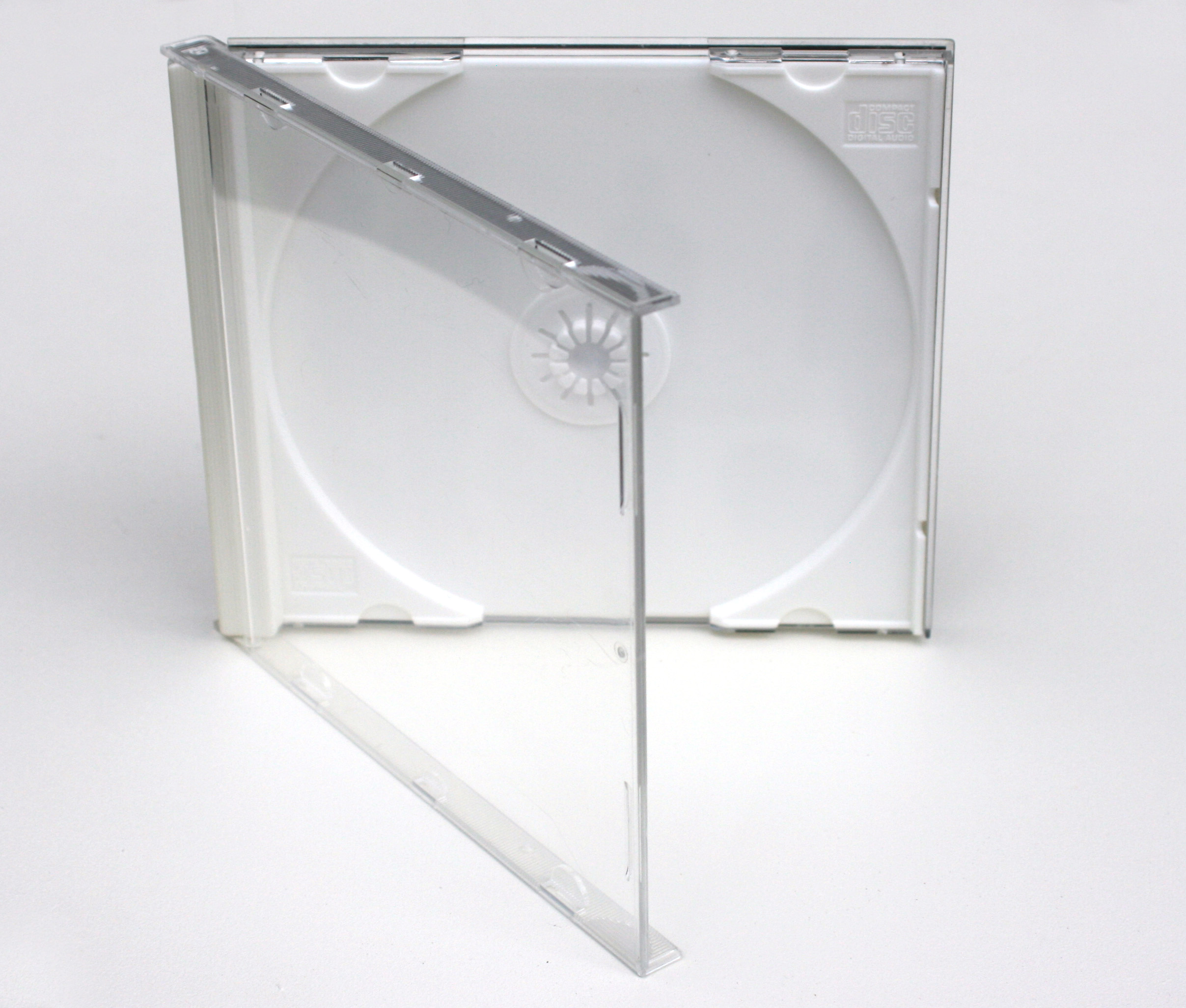
Jewelcase

Cd's worden over het algemeen bewaard in een jewelcase. Aan de voor- en meestal ook achterzijde daarvan vindt men een inhoudsopgave en een foto en/of tekening. Ook de digi-pack (of: digi-pak) wordt redelijk veel gebruikt, vooral voor speciale uitgaven van een cd.
Als hoes wordt er meestal gebruikgemaakt van een dikke kartonnen hoes, met de mogelijkheid om ook op de zijkant tekst te drukken, of een wat dunner en platter papieren of plastic opruimhoesje, waarin alleen aan de voorzijde een tekst geplaatst kan worden. Dit laatste kan echter een negatief effect hebben op de geluidskwaliteit van de cd. Doordat de onderkant van de cd de hoes raakt, ontstaan er kleine krassen op de compact disc, die overigens niet vaak hoorbaar zijn bij het afspelen. Kleine krassen op de onderzijde van de disc (laserkant) zijn niet zo erg, zolang deze maar niet spiraalvormig zijn. De beeldzijde van cd's is veel gevoeliger voor krassen.

## Vergankelijkheid
Bijna dertig jaar na de introductie van de cd wordt duidelijk dat sommige schijfjes minder robuust zijn dan aanvankelijk gedacht. De kreet 'cd-rot' is inmiddels algemeen geaccepteerd om aan te geven dat er cd's geproduceerd zijn die hun aluminium substraat verliezen. De kans op cd-rot houdt verband met de kwaliteit van het productieproces. Het is van belang dat de beschermlagen goed gasdicht zijn, en dat het substraat op de juiste manier is aangebracht. Op die manier kan corrosie van de laag waarin de data zijn opgeslagen voorkomen worden.
Ook zelfgebrande cd's zijn vergankelijk. Ze worden beschreven met laserlicht; dit betekent dat het substraat gevoeliger is voor licht en temperatuur dan geperste cd's. Daardoor komt het de levensduur van een cd-r niet ten goede als deze in de zon wordt gelegd. Cd's op een donkere plek bewaren bij constante temperatuur is voor de lange termijn het beste advies. Ook het rechtop bewaren in een cd-doosje in plaats van liggend komt de levensduur ten goede.
De cd wordt hoe langer hoe minder gebruikt sinds de opmars van streaming media. Zo werd volgens de Belgian Recorded Music Association (BRMA) in 2018 in België nog voor 22 miljoen euro aan cd's verkocht, in 2022 was dit gedaald naar 6 miljoen.

## Trivia
- In 1987 betaalde men voor een cd-speler nog zo'n 600 gulden (vergelijkbaar met 470 euro in 2013).
- Het gaatje in de cd is precies even groot als een Nederlands dubbeltje. Volgens de ontwerper had hij een dubbeltje gebruikt om de maat te bepalen.[11]
- Houdt men een cd in het monochrome licht van bijvoorbeeld autosnelwegverlichting, dan zijn op de cd geen spectrale kleuren te zien, maar wel een stelsel bestaande uit lichte en donkere dunne banden, gerangschikt in een zebra-motief.